# Rodions Kurucs
Rodions Kurucs (* 5. Februar 1998 in Cēsis) ist ein lettischer Basketballspieler.

## Laufbahn
Kurucs wechselte 2015 vom lettischen Hauptstadtverein VEF Riga zum FC Barcelona. Dort spielte er zunächst hauptsächlich in der Jugend sowie in der zweiten Herrenmannschaft. Im Spieljahr 2016/17 gab er seinen Einstand in der Euroleague und 2017/18 in der Liga ACB. In beiden Spieljahren, 2016/17 und 2017/18, musste der Flügelspieler zeitweilig aufgrund von Knieverletzungen aussetzen.
Beim Draft-Verfahren im Juni 2018 sicherten sich die Brooklyn Nets in der zweiten Auswahlrunde an 40. Stelle die Rechte an Kurucs. In der Saison 2018/19 kam er in der NBA-Hauptrunde auf 8,5 Punkte je Begegnung (63 Einsätze), anschließend sank seine Spielzeit. Mitte Januar 2021 wurde er von Brooklyn unter anderem gemeinsam mit weiteren Mannschaftskollegen im Tausch gegen James Harden an die Houston Rockets abgegeben. Nach elf Einsätzen für die Texaner wurde Kurucs (1,2 Punkte/Spiel) Mitte März 2021 an die Milwaukee Bucks weitergereicht. Mitte Mai 2021 schied der Lette aus Milwaukees Aufgebot aus, er hatte in fünf Partien (3 Punkte/Spiel) die Farben der Mannschaft getragen.
Kurucs wechselte im Vorfeld der Saison 2021/22 zu KK Partizan Belgrad. Im Sommer 2022 trat er in der NBA-Sommerliga für die Toronto Raptors an. Im August 2022 wurde er von Real Betis (Spanien) verpflichtet. Mitte Dezember 2022 wurde er von SIG Straßburg verpflichtet. Im Sommer 2023 ging er in die spanische Liga ACB zurück und wurde Spieler von CB Murcia.
Im Juli 2025 gab Saski Baskonia Kurucs’ Verpflichtung bekannt.

### Nationalmannschaft
Mit der lettischen Nationalmannschaft wurde er 2014 Zweiter bei der U16-Europameisterschaft und war im Turnierverlauf mit 13,4 Punkten pro Spiel bester Korbschütze seiner Mannschaft. 2017 wurde er in die A-Nationalmannschaft berufen.

## Persönliches
Sein jüngerer Bruder Artūrs wurde ebenfalls Berufsbasketballspieler.

## Karriere-Statistiken

### NBA

#### Hauptrunde
| Saison  | Team     | GP  | GS | MPG  | FG % | 3P % | FT % | RPG | APG | SPG | BPG | PPG |
| ------- | -------- | --- | -- | ---- | ---- | ---- | ---- | --- | --- | --- | --- | --- |
| 2018–19 | Brooklyn | 63  | 46 | 20.5 | .450 | .315 | .783 | 3.9 | 0.8 | 0.7 | 0.4 | 8.5 |
| 2019–20 | Brooklyn | 47  | 9  | 14.6 | .446 | .367 | .632 | 2.9 | 1.1 | 0.5 | 0.1 | 4.6 |
| Gesamt  | Gesamt   | 110 | 55 | 18.0 | .449 | .332 | .738 | 3.5 | 0.9 | 0.6 | 0.3 | 6.8 |

#### Play-offs
| Saison  | Team     | GP | GS | MPG  | FG % | 3P % | FT % | RPG | APG | SPG | BPG | PPG |
| ------- | -------- | -- | -- | ---- | ---- | ---- | ---- | --- | --- | --- | --- | --- |
| 2018–19 | Brooklyn | 4  | 3  | 17.0 | .400 | .250 | .778 | 5.0 | 0.8 | 0.5 | 0.0 | 6.3 |
| 2019–20 | Brooklyn | 4  | 1  | 14.5 | .550 | .000 | .000 | 3.3 | 0.8 | 0.3 | 0.5 | 5.5 |
| Gesamt  | Gesamt   | 8  | 4  | 15.8 | .475 | .125 | .636 | 4.1 | 0.8 | 0.4 | 0.3 | 5.9 |